# Baarle-Hertog
Baarle-Hertog (in francese Baerle-Duc, a volte ricordato come Baer-Hertog) è una città belga di 2.337 abitanti nelle Fiandre (provincia di Anversa).
È composta da 24 enclavi distinte: il centro principale, 3 parti all'interno del confine belga e 20 exclavi in territorio olandese, all'interno della municipalità di Baarle-Nassau.
Le porzioni di territorio olandese al suo interno, insieme all'emiratina Nahwa, costituiscono, dopo il trattato sul confine tra India e Bangladesh che ha eliminato l'80% di quelle esistenti, le uniche 8 enclavi di 2º livello al mondo.
È patria del pittore fiammingo Petrus Christus (XV secolo).

## L'exclave
All'interno della cittadina i confini con l'exclave belga Baarle-Hertog sono tracciati lungo le strade e i marciapiedi con due differenti tipi di linee. Una serie di croci bianche, con le indicazioni B e NL (rispettivamente B = Belgio, NL = Paesi Bassi), delimitano le due nazioni sopra i marciapiedi o nelle piazze. I confini tracciati per le strade appaiono semplicemente come delle linee grigie. A differenza dei confini sui marciapiedi, svolgono, senz'altro, un ruolo più amministrativo che turistico.

La frontiera tra Belgio e Paesi Bassi a Baarle-Hertog

L'exclave di Baarle-Hertog costituisce il caso più complicato di exclave situata in territorio europeo. Al comune belga di Baarle-Hertog appartengono difatti ben 22 exclave in territorio olandese all'interno del comune di Baarle-Nassau e alcune di queste exclave contengono ulteriori sette exclave, questa volta olandesi.
Il confine è così articolato che alcune case sono divise tra due stati. In passato, quando la legge olandese prevedeva per i ristoranti un orario di chiusura anteriore a quello belga, alcuni esercizi posti sul confine risolsero il problema semplicemente facendo cambiare tavolo ai clienti.
La storia dell'exclave di Baarle-Hertog risale al Trattato di Maastricht del 1843, che stabilì il confine tra il Belgio e i Paesi Bassi. In particolare, il confine tra i cippi 214 e 215 non poté essere stabilito per una lunghezza di 50 km, cosicché i due stati giunsero a un accordo per attribuirsi la sovranità su 5.732 parcelle di terreno. Ne risultò un arcipelago di exclavi (circostanza non del tutto infrequente nei confini di allora) per una superficie di 8 km².
Il 20 giugno 1959 la Corte internazionale di giustizia, investita della controversia, stabilì la sovranità del Belgio sul gruppo di enclavi, risolvendo così un contenzioso fra i due Paesi confinanti.
Il 26 aprile 1974 il Belgio e i Paesi Bassi firmarono un trattato a Turnhout, nella provincia di Anversa nelle Fiandre in Belgio, per rendere ufficiali i confini così delineati tra i cippi 214 e 215. Successivamente venne però scoperto un lotto di terreno a sud della frazione di Ulicoten che non era stato assegnato a nessuno dei due stati e che nel 1995 fu attribuito al Belgio come ventiduesima exclave di Baarle-Hertog.
Durante la pandemia di COVID-19, le diverse legislazioni nazionali in materia (ad esempio, il Belgio applicò il lockdown mentre i Paesi Bassi no) crearono una situazione di disparità tra gli abitanti, che a seconda che vivessero a Baarle-Hertog o Baarle-Nassau erano soggetti a restrizioni diverse, tra cui coprifuoco e obbligo di indossare la mascherina. Ciononostante, alcuni negozi dal lato olandese hanno deciso di propria iniziativa di chiudere comunque e seguire le regole belghe.